# Pablo Ziegler

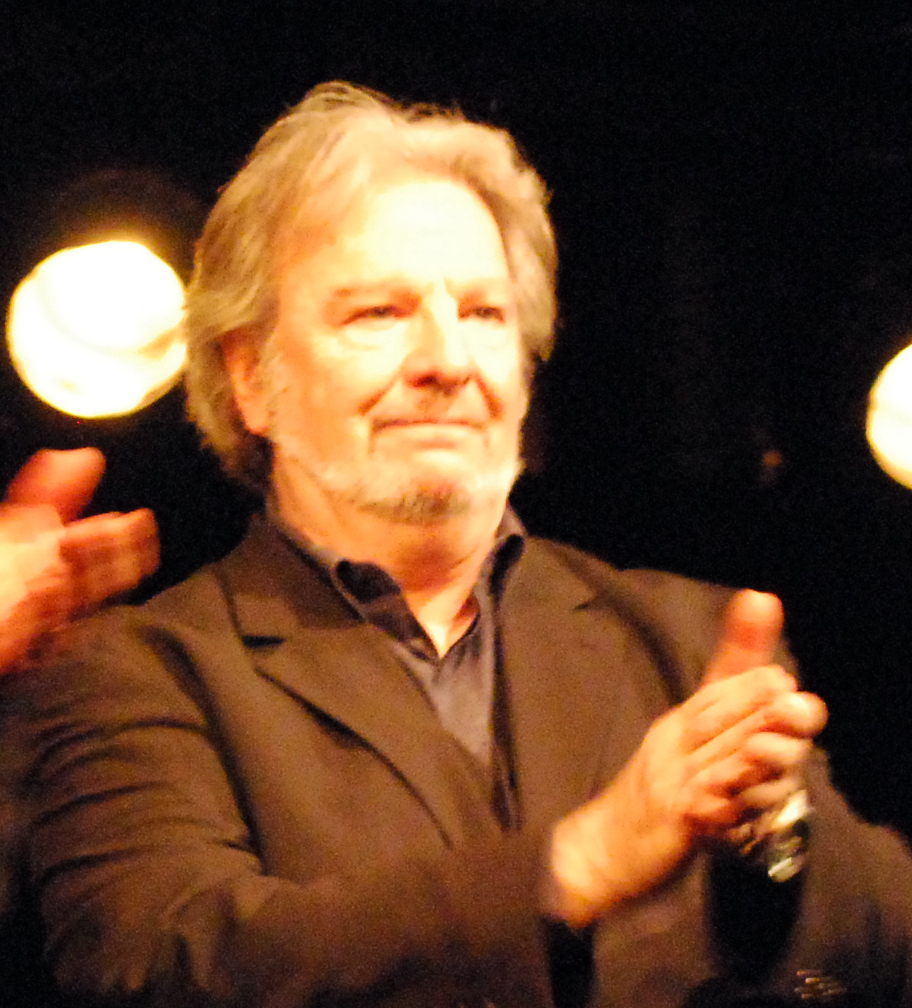
Pablo Ziegler 2010

Pablo Ziegler (* 2. September 1944 in Buenos Aires) ist ein argentinischer Pianist, Komponist und Arrangeur, der sowohl in der Kultur Argentiniens als auch der New Yorks verankert ist.
Er studierte an der Buenos Aires Music Conservatory, wo er die Professur im Fach „Piano“ erhielt. Er setzte seine Studien fort mit Adrian Moreno und Galia Schaljman. Außerdem studierte er Komposition bei den Professoren Gerardo Gandini und Francisco Kröpfl.

## Die Musik
Er gehört zu den wichtigsten Musikern des zeitgenössischen Tango Nuevo. Dank des Könnens und der Ausstrahlung seines Kollegen Astor Piazzollas, in dessen zweitem Quintett Pablo Ziegler seit 1978 spielte, wurde er als Pianist bekannt. Seit dem Ende des Quintetts 1989 entwickelte er seine eigene Form des „New Tango“ oder „Nuevo Tango“ weiter.
Sein exzentrischer Stil als Pianist mit scharf-rhythmischer und metallischer Lyrik ist sehr einprägsam und lässt zeitweise an die Spielweise Vladimir Horowitz’ und den Wehmut Bill Evans erinnern. Seine Kompositionstechnik ist im Gegensatz zu seinem Lehrmeister weniger kontrapunktisch als „jazzig“ und auch „beatig“ angelegt, in der ein regelmäßiger Grundschlag, etwas einfachere Melodieführung ähnlich dem Bossa Nova und ausgedehnte Improvisationspassagen vorherrschen. Er hat das traditionelle Tango Repertoire um südamerikanische und folkloristische Rhythmen erweitert. Neben Piazzolla spielte er u. a. mit Gary Burton, Joe Lovano, dem Orpheus Chamber Orchestra, Branford Marsalis, Emanuel Ax, Quique Sinesi, Richard Galliano und vielen anderen.
Seit 1974 ist seine Musik im Theater zu hören, seit 1985 komponiert er Filmmusik. Seit Jahren ist Pablo Ziegler kontinuierlich weltweit auf Tournée.
Diese Plattenaufnahmen mit Piazzolla sind besonders bemerkenswert:
- The Central Park Concert
- Tango: Zero Hour
- La Camorra

In den letzten Jahren widmet sich Pablo Ziegler verstärkt seiner Orchesterarbeit sowie der Produktion und musikalischen Leitung. Er war musikalischer Leiter und Komponist für die CD Rojo Tango von Erwin Schrott, für die es den Echo Klassik der Sparte Crossover gab. Für das Latin-Jazz-Album Jazz Tango mit dem Pablo Ziegler Trio bekam er 2018 einen Grammy Award.

## Diskographie

### Eigene Platten
| Erscheinungsjahr | Name                                | Ensemble                                           | Verlag                                |
| ---------------- | ----------------------------------- | -------------------------------------------------- | ------------------------------------- |
| 1991             | La Conexion Porteña                 | New Tango Quartet                                  | Sony                                  |
| 1996             | Los Tangueros                       | Emanuel Ax - Pablo Ziegler                         | Sony Classics                         |
| 1998             | Asphalt Street Tango                | Quintet for the New Tango                          | BMG Classics                          |
| 1998             | Tango Romance Music of Buenos Aires | Orpheus Chamber Orchestra                          | BMG Classics                          |
| 2000             | Quintet for New Tango               | Quintet for New Tango, Gast: Joe Lovano            | BMG Classics                          |
| 2003             | Bajo Cero New Tango duo             | Pablo Ziegler & Quique Sinesi with Walter Castro   | enja, Latin Grammy                    |
| 2007             | Tango & All That Jazz               | Pablo Ziegler Quartet & Guest Stefon Harris        | Kind of Blue (Live) at Jazz Standard  |
| 2007             | Buenos Aires Report                 | Pablo Ziegler & Quique Sinesi, guest Walter Castro | Saphran, Grammy-Nominierung           |
| 2013             | Amsterdam Meets New Tango           | Pablo Ziegler & Metropole Orchestra                | Zoho, Grammy-Nominierung              |
| 2015             | Desperate Dance                     | Pablo Ziegler & Quique Sinesi, Gast Walter Castro  | enja/yellowbird                       |
| 2017             | Jazz Tango                          | Pablo Ziegler Trio                                 | Zoho, Grammy: Bestes Latin-Jazz-Album |

### Filmmusik
| Erscheinungsjahr, Dauer | Filmtitel                                  | Regie                   | Musikbegleitung von/bei |
| ----------------------- | ------------------------------------------ | ----------------------- | ----------------------- |
| 1985, 90 min.           | Adiós, Roberto                             | Enrique Dawi            | Pocho Lapouble          |
| 1985, 87 min.           | Tacos altos                                | Sergio Renán            | Pocho Lapouble          |
| 1986, 85 min.           | Brigada explosiva                          | Enrique Dawi            | Pocho Lapouble          |
| 1986, 70 min.           | Brigada explosiva contra los ninjas        | Miguel Fernández Alonso | Pocho Lapouble          |
| 1986, 85 min.           | Las colegialas                             | Fernando Siro           | Pocho Lapouble          |
| 1987, 80 min.           | Los matamonstruos en la mansión del terror | Carlos Galettini        | Pocho Lapouble          |
| 1987, 90 min.           | La pandilla aventurera                     | Miguel Torrado          | Pocho Lapouble          |